# La Chapelle-d'Armentières
La Chapelle-d'Armentières är en kommun i departementet Nord i regionen Hauts-de-France i norra Frankrike. Kommunen ligger i kantonen Armentières som tillhör arrondissementet Lille. År 2022 hade La Chapelle-d'Armentières 8 782 invånare.

## Befolkningsutveckling
Antalet invånare i kommunen La Chapelle-d'Armentières
| Referens: INSEE |